# گورید بالا
گورید بالا یک روستا در ایران است که در بخش مرکزی شهرستان سربیشه واقع شده‌است. گورید بالا ۸۴ نفر جمعیت دارد.